# Rik Verbrugghe (kajakker)
Hendrik Jean (Rik) Verbrugghe (Mechelen, 20 juli 1929 - Bonheiden, 9 juli 2009) was een Belgisch kajakker. Hij nam viermaal deel aan de Olympische Spelen en behaalde daarbij geen medailles. Hij werd eenmaal wereldkampioen en behaalde één bronzen medaille op de Europese kampioenschappen.

## Biografie
Verbrugghe was een van de meest succesvolle kajakkers. Hij veroverde verschillende Belgische titels in K1 en K2. In 1952 nam hij deel aan de Olympische Spelen in Helsinki. Hij werd zevende in de finale van de K1 1000 m. Vier jaar later nam hij deel aan de Olympische Spelen in Melbourne. Samen met  Germaan Van de Moere werd hij zesde op de K2 1000 m. In 1957 veroverde hij met Germaan Van de Moere op de K2 10.000 m een bronzen medaille op de Europese kampioenschappen in Gent. Hoogtepunt van zijn carrière waren de wereldkampioenschappen van 1958 in Praag. Samen met Van de Moere werd hij zesde in de finale K2 500 m en wereldkampioen op de K2 1000 m. Op de Olympische Spelen van 1960 in Rome werden ze op hetzelfde nummer uitgeschakeld in de halve finale. De Olympische Spelen van 1964 in Tokio werden een grote ontgoocheling. Het Belgisch Olympisch Comité was vergeten de wedstrijdboten op te sturen naar Tokio. Op de K2 1000 m werd hij samen met René Roels in een geleende boot uitgeschakeld in halve finales. Voor de K1 1000 m was men vergeten hem in te schrijven.
Verbrugghe was lid van Koninklijke Cano Club Mechelen.
Naast kajakker was Verbrugghe een gekend herenkapper in Mechelen. Louis Neefs, Bobbejaan Schoepen, Eddy Merckx en Rik De Saedeleer behoorden tot zijn klanten.

## Palmares

### K1 - 1000 m
- 1952: 7e Olympische Spelen te Helsinki - 4.25,0

### K1 - 10.000 m
- 1954: 6e wereldkampioenschappen te Macon - 49.41,2

### K2 - 500 m
- 1958: 6e wereldkampioenschappen te Praag - 1.46,4

### K2 - 1000 m
- 1956: 6e Olympische Spelen te Melbourne - 3.58,7
- 1958:  wereldkampioenschappen te Praag - 3.36,3
- 1960: 4e ½ fin. Olympische Spelen te Rome - 3.48,71
- 1964: 4e ½ fin. Olympische Spelen te Tokio - 3.53,66

### K2 - 10.000 m
- 1957:  Europese kampioenschappen te Gent - 46.28,0
- 1963: 12e wereldkampioenschappen te Jajce - 43.33,11

### K1 - 4 x 500 m
- 1960: 3e herk. Olympische Spelen te Rome - 8.11,24